# Демографија Грузије
Демографија Грузије. Према процјени становништва Грузије из 2010, у њој живи 4.600.825 становника. Од тога је највише Грузина, а мање има Јермена, Азера и Руса. Највише коришћен језик је грузински, а мање коришћени су: руски, јерменски и азерски. Православље је главна религија, а ту су и ислам и остале.
Подаци о попису:
- Жене:2.405.671
- Мушкарци:2.195.154
- Густина насељености:на km² 66,01
- Површина:69.700
- Стопа раста становништва:-0,33%

## Демографија[2]

### Језици
У Грузији, службени језик је грузијски језик (грузински језик).
Подаци о матерњем језику:
- грузијски језик:3.266.585 (71%)
- руски језик:414.074 (9%)
- јерменски језик:322.057 (7%)
- азерски језик:276.050 (6%)
- остали:322.059 (7%)

### Националност и религија[3]

#### Националност
Националност:
- Грузини:3.855.491 (83,8%)
- Азери:299.054 (6,5%)
- Јермени:262.247 (5,7%)
- Руси:69.012 (1,5%)
- Осети:36.807 (0,8%)
- Грци:13.802 (0,3%)
- други:64.412 (1,4%)

#### Религија
Религија:
- Православље:4.039.524 (87,8%)
- Ислам:455.482 (9,9%)
- остали:105.819 (2,3%)

### Старосна структура
| Године   | <15              | 15-65              | 65>              |
| -------- | ---------------- | ------------------ | ---------------- |
| Мушкарци | 389.647 (17,75%) | 1.508.950 (68,74%) | 296.557 (13,51%) |
| Жене     | 338.845 (14,09%) | 1.620.227 (67,35%) | 446.599 (18,56%) |
| Укупно   | 728.492 (15,83%) | 3.129.177 (68,01%) | 743.156 (16,15%) |

### Средња старост
| Мушкарци | 36,30 |
| Жене     | 41,30 |
| Укупно   | 38,80 |

### Стопа миграције, наталитета, морталитета и природног прираштаја
| Стопа миграције            | на 1.000 становника | -4,16 |
| Стопа наталитета           | на 1.000 становника | 10,70 |
| Стопа морталитета          | на 1.000 становника | 9,79  |
| Стопа природног прираштаја | на 1.000 становника | 0,91  |

### Стопа умрле одојчади
| Мушкарци | на 1.000 живорођених | 17,64 |
| Жене     | на 1.000 живорођених | 13,48 |
| Укупно   | на 1.000 живорођених | 15,67 |

### Очекивани животни вјек
| Мушкарци | 73,61 |
| Жене     | 80,64 |
| Укупно   | 76,93 |

### Стопа фертилитета
Стопа фертилитета:1,44

### Писменост
- Мушкарци:99,8%
- Жене:99,7%
- Укупно:99,7%